# 维尔韦河
维尔韦河（法語：Virvée，法語發音：[viʁve]）是法国新阿基坦大区吉倫特省的河流，是多爾多涅河的右支流，长17.2千米，发源自马尔萨斯，于屈布扎克莱蓬和圣罗曼拉维尔韦之间流入多尔多涅河。